# Жребчево (село)
Вижте пояснителната страница за други значения на Жребчево.
Жребчево (също наричано Атлари) е бивше село напълно потопено под вода през 1965 г. при изграждането на едноименния язовир Жребчево. Селото се намира недалеч от град Николаево и село Паничерево.
Язовирът е построен през 1959-1966 г. В чашата на язовира също се намират и бившите села Запалня и Долни Паничарево.